# Gorgasia sillneri
Gorgasia sillneri is een straalvinnige vissensoort uit de familie van de zeepalingen (Congridae). De wetenschappelijke naam van de soort is voor het eerst geldig gepubliceerd in 1962 door Klausewitz.